# Fadd
Fadd is een plaats (nagyközség) en gemeente in het Hongaarse comitaat Tolna. Fadd telt 4499 inwoners (2001).